# Кропивницька Олександра Марківна
Олекса́ндра Ма́рківна Кропивни́цька (* 20 травня (1 червня) 1888, Єлисаветград — †20 квітня 1969, Петродворець) — українська оперна та камерна співачка (сопрано), викладачка співу.

## Життєпис
Дочка засновника театру «Корифеїв» Марка Кропивницького та Надії Василівни (Гладущенко до шлюбу).
Невдовзі після її народження сім'я переїхала до хутора «Затишок» на Харківщині. З малих років грала у домашніх спектаклях, навчалася грі на фортепіано.
В 1901—1905 роках навчалася в Харківській гімназії, одночасно приватно вчилася грі на фортепіано у професора А. Бенша, у батька — драматичному мистецтву. Перший виступ на публічному концерті відбувся 1905 року, тоді ж відбула на навчання в Париж — співу у Р. Карон, грі на фортепіано — у професора Тальберга.
З приводу навчання Олександри у Парижі батько у листі до своєї сестри Ганни писав:«… я радію моїми дітками: Саша поїхала з матір'ю в Париж, в консерваторію, у неї з'явився дуже гарний голос і на фортепіано грає здорово; скінчила вона восім класів гімназії з срібною медалею, у маю їй минуло сімнадцять років».
В 1907—1910 роках вчилася на імператорських драматичних курсах в Санкт-Петербурзі — по класу В. Давидова і В. Петрова. У 1912—1913 роках вчиться в Італії — у Римській консерваторії, викладач Антоніо Котоньї.
1913—1914 роки — виступає як солістка римського театру «Констанца», в 1915—1916 роках — Театру музичної драми та Народного дому в Петрограді.
Після подій 1917 року бере участь у концертах для робітників, виконує народні та революційні пісні, 1918 — гастролі по Україні, зокрема в Харкові.
В 1920—1922 роках — солістка Ростовської, у 1922—1923 — Харківської опери.
Співала на оперних сценах Поволжя, Уралу, Сибіру, Далекого Сходу.
З 1929 року — знову солістка Народного дому в Ленінграді. В 1930 роках — викладачка співу у Ленінградському театрі музичної комедії, давала приватні уроки, зрідка виступала в концертах.
Виконала партії:
- Тетяна, Ліза, Марія — «Євгеній Онєгін», «Пікова дама», «Мазепа» П. Чайковського,
- Купава — «Снігуронька» М. Римського-Корсакова,
- Тамара — «Демон» А. Рубінштейна,
- Аїда — «Аїда» Дж. Верді,
- Рахіль — «Жидівка» Ф. Галеві,
- Маргарита — «Фауст» Ш. Гуно,
- Тоска — «Тоска» Дж. Пуччіні,
- Недда — «Паяци» Р. Леонкавалло,
- Мерседес — «Кармен» Ж. Бізе.

Виконувала в Італії як камерна співачка сольні партії в ораторіях:
- «Жанна д'Арк» П. Паре,
- «Дочка Ієвфая» Дж. Каріссімі,
- у Четвертій симфонії Г. Малєра,
- у Дев'ятій симфонії Л. ван Бетховена. Виступала під орудою диригентів В. Менгельберга та А. Пазовського.

Дієво пропагувала українську музику, виконувала твори композиторів М. В. Лисенка, К. Стеценка, Я. Степового.
Була в шлюбі з актором оперети М. Михайловим. У роки Другої світової війни родина пережила блокаду Ленінграда.
Після війни займалася в основному приватною педагогічною діяльністю.